# Sven Dahlkvist
Sven Anders Peter Dahlkvist (født 30. maj 1955 i Mockfjärd, Sverige) er en svensk tidligere fodboldspiller (midterforsvarer) og -træner. Han spillede 39 kampe og scorede fire mål for det svenske landshold. I 1984 blev han tildelt Guldbollen, titlen som årets fodboldspiller i Sverige.
Dahlkvist spillede på klubplan for AIK og Örebro, og vandt to udgaver af Svenska Cupen med AIK.

## Titler
Svenska Cupen
- 1976 og 1985 med AIK